# Barwy granatu
Barwy granatu (orm. Նռան գույնը, Nyrran gujny; ros. Цвет граната, Cwiet granata) – ormiański film biograficzny z 1969 roku w reżyserii Siergieja Paradżanowa, zrealizowany w czasach radzieckich. Obraz jest biografią ormiańskiego wędrownego poety Sajat-Nowy, rozpatrywaną bardziej przez pryzmat jego dorobku poetyckiego aniżeli linearnego ciągu wydarzeń biograficznych.
Szczególna estetyzacja barwnych zdjęć, pozbawiona niemal obowiązkowego wówczas elementu ideologicznego, rozsierdziła komunistyczne władze ZSRR do tego stopnia, że rozpowszechnianie filmu zostało zakazane aż do 1982 roku (wtedy został pokazany na MFF w Cannes w ocenzurowanej wersji montażowej Siergieja Jutkiewicza), a sam Paradżanow został skazany pod zarzutem homoseksualizmu na pięć lat więzienia i wieloletni zakaz kręcenia filmów fabularnych. Dopiero po upadku ZSRR podjęto starania na rzecz odnalezienia oryginalnej wersji montażowej, przy wsparciu amerykańskiego reżysera Martina Scorsese. W 2014 roku udało się odratować pierwotny materiał filmowy, po czym Barwy granatu w splendorze arcydzieła filmowego zostały wyświetlone na MFF w Londynie.